# Sporek wiosenny
Sporek wiosenny (Spergula morisonii) – gatunek rośliny z rodziny goździkowatych. Występuje w Europie Środkowej, Zachodniej, w Skandynawii i na południowym wschodzie kontynentu (w Rumunii i Bułgarii). Jako gatunek zawleczony i zdziczały spotykany jest we wschodniej części USA. W Polsce gatunek niezbyt pospolity w zachodniej części kraju i bardzo rzadki we wschodniej.

## Morfologia

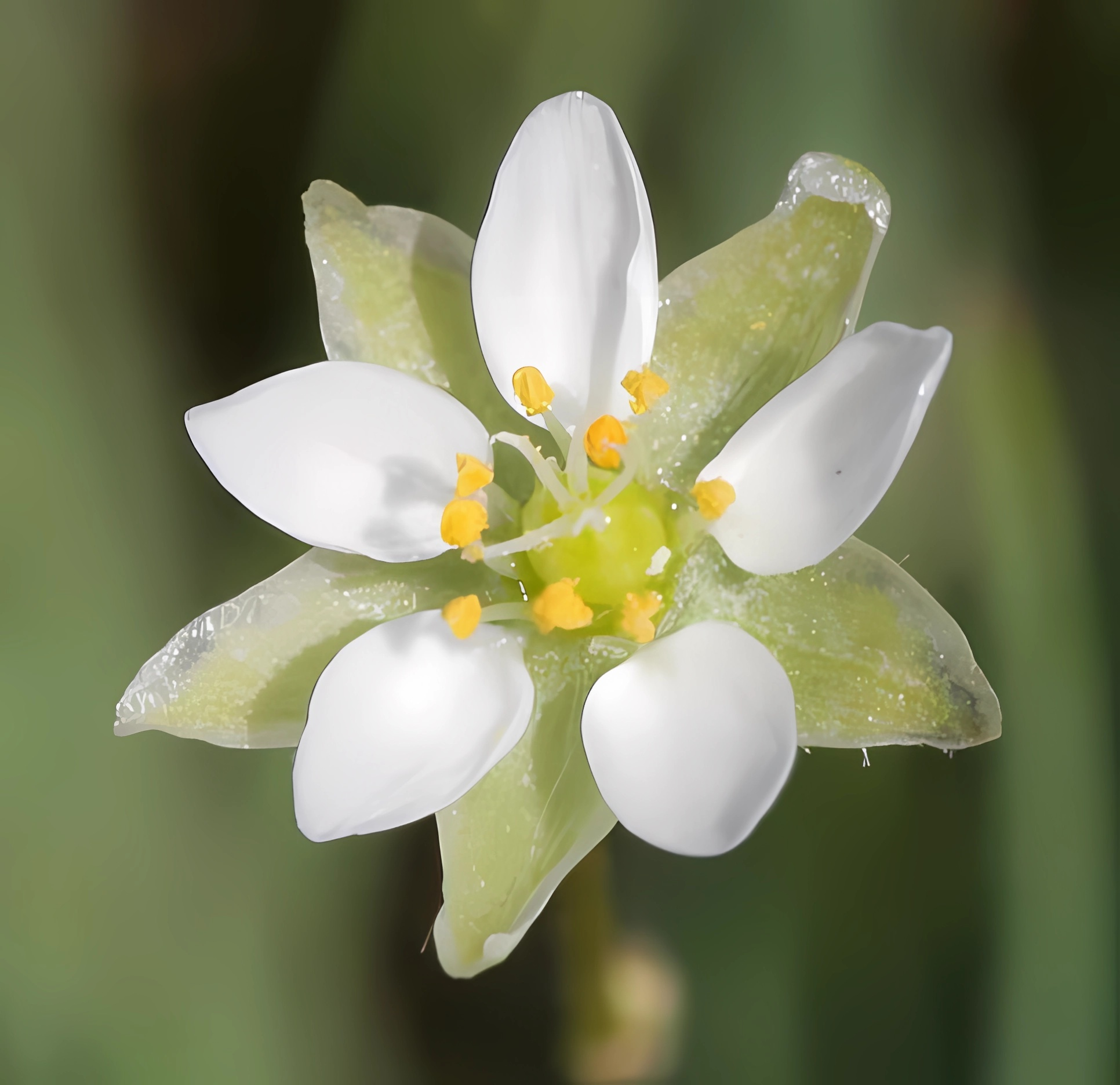
Kwiat

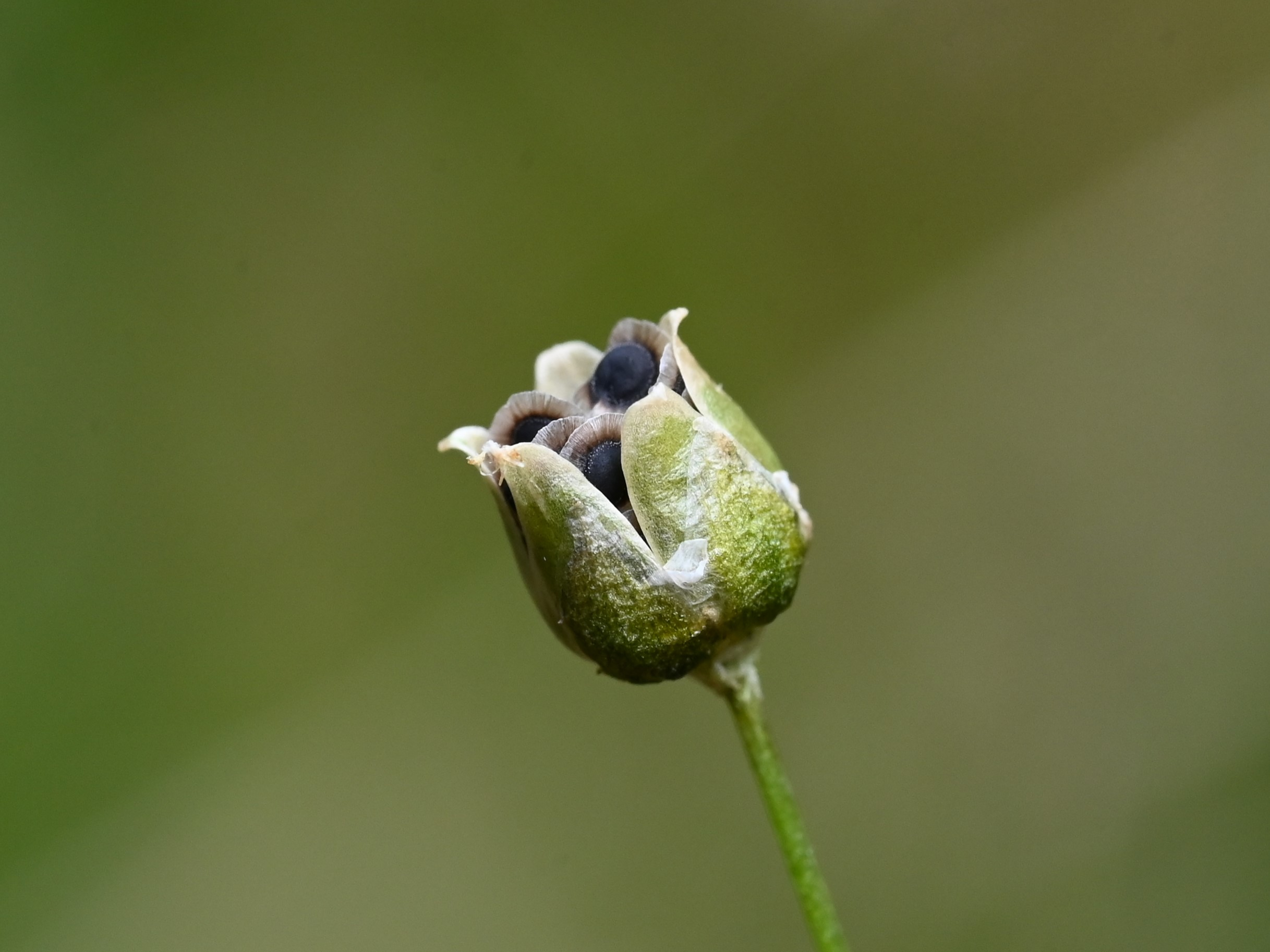
Owoc

PokrójRoślina o wysokości od kilku cm do 30, z pojedynczą łodygą lub u dołu silnie rozgałęziona. W węzłach wyrastają krótkopędy o liściach jednakowej długości sprawiające wrażenie liści wyrastających  w okółku.
ŁodygaProsto wzniesiona lub podnosząca się, naga lub nieznacznie owłosiona. W górze rozgałęziona.
LiścieNitkowate, zwykle do 1,5 cm długości (rzadko dłuższe), jednonerwowe, nieco wałeczkowato mięsiste. U nasady błoniaste przylistki.
KwiatyZebrane w luźne dichotomiczne kwiatostany. Szypułki są cienkie, nagie lub rzadko owłosione gruczołowato. Działki do 4 mm długości. Płatki korony szerokojajowate, zachodzące na siebie brzegami, krótsze od działek. Pręciki w liczbie 10, czasem mniej ale zawsze więcej niż 6.
OwocTorebka 2 razy dłuższa od działek kielicha. Pęka do nasady otwierając się klapami na zewnątrz. Zawiera nasiona płaskie, do 2 mm średnicy, z błoniastą, brązowo żyłkowaną  krawędzią o szerokości do 0,5 mm.
Gatunek podobnySporek polny ma podłużną bruzdę na spodniej stronie liści. Sporek pięciopręcikowy ma płatki lancetowate, pręcików 5 i biało oskrzydlone nasiona.

## Biologia i ekologia
Jednoroczna, czasem dwuletnia, roślina zielna. Rośnie na piaszczystych murawach, ugorach i skrajach lasu.